# Clan Yamana
Il clan Yamana (山名氏?, Yamana-shi) fu un clan del Giappone feudale particolarmente potente durante il periodo Muromachi (1336-1467); all'apice della sua influenza i membri di questa famiglia detenevano il ruolo di Shugo in undici provincie.

## Storia
Originari della provincia di Kōzuke, successivamente si spostarono nella provincia di Inaba; il clan dichiarava di discendere dallo Seiwa Genji e in particolare da Minamoto no Yoshishige. Il clan prese il nome dal villaggio di Yamana nell'odierna prefettura di Gunma. Erano considerati servitori di Minamoto no Yoritomo e facevano parte dei suoi gokenin (vassalli dello Shogunato).
La famiglia Yamana erano tra i principali clan in lotta per l'istituzione dello shogunato Ashikaga e quindi potenti sotto il nuovo governo. Erano governatori di cinque province nel 1363 e undici poco dopo. Tuttavia i membri del clan Yamana si ribellarono contro lo shogunato nella ribellione Meitoku (明徳元年?, Meitoku gannen) del 1390 e persero la maggior parte delle loro terra. Yamana Sōzen (1404-1473), probabilmente il membro più noto del clan, riconquistò queste terre nel 1441. Nello scorrere di questi eventi il clan riuscì in qualche modo a mantenere un alto grado di influenza e potere all'interno del governo dello Shogunato; assieme ai clan Hosokawa e Hatakeyama servirono come agenti dello Shogunato nel risolvere varie dispute.
Sōzen successivamente entrò in conflitto con Hosokawa Katsumoto per la nomina del successore dello Shōgun; questo conflitto, iniziato da due clan, crebbe fino a dare inizio alla Guerra Ōnin che distrusse gran parte di Kyoto, portò alla caduta dello shogunato e all'inizio del periodo Sengoku. Alla fine questa guerra costò agli Yamana molto in termini di terre e soprattutto influenza. Entro la fine del XVI secolo gli Yamana governavano solo una piccola parte della provincia di Inaba. Quella zona venne governata dal clan fino alla fine del periodo Edo.

## Membri importanti del clan[1]
- Yoshinori (義範?) figlio di Yoshishige fu il primo a prendere il cognome Yamana.

- Tokiuiji (時氏?; morto 1372) discendente di Yoshinori di ottava generazione. Si alleò allo Shōgun Ashikaga Takauji al quale assistette nel 1336 nella campagna di Kyūshū e nel 1340 alla battaglia di Takanoshita nella provincia di Suruga. Nel 1340 mandò a morte Enya Takasada (塩谷高貞?) nella provincia di Izumo, nominato samurai-dokoro e governatore delle provincie di Inaba e Hoki. Fu incaricato da Takauji di salvare Hosokawa Akiuji (細川顕氏?; morto 1352), ma fu prima sconfitto da Kusunoki Masaura (楠木正行?; 1326 -1348) e poi definitivamente nel 1347 nella battaglia di Urino (provincia di Settsu) dove ricevette sette ferite. Dal 1352 sostenne la Corte del sud e combatté contro gli Ashikaga. Nel 1362 conquistò le province di Mimasaka, Bizen, Bitchū, Inaba e Tamba. Lo Shōgun Ashikaga Yoshiakira gli lasciò le cinque province. Successivamente si rasò la testa e prese il nome di Dojo. Tokiuji ebbe 11 figli.

- Moroyoshi (師義?; morto 1376) figlio maggiore di Tokiuji. All'età di 14 anni prese parte alle campagne del padre. Lo Shōgun Takauji gli promise la provincia di Wakasa ma morì prima di investirlo ufficialmente. Dopo la vittoria di Otolco-yama chiese le terre promesse allo Shōgun Yoshiakira ma gli furono negate. Esasperato tornò a Hoki e indusse il padre a unirsi alla dinastia meridionale (1352). L'anno seguente sconfisse Yoshiakira a Kyoto, ma fu poi sconfitto a sua volta nel 1355. Dopo aver conquistato Mimasaka, Bizen e le altre provincie tornò alla corte degli Ashikaga e divenne anche lui Samurai-dokoro. Successivamente si rasò la testa e prese il nome di Boko.

- Yoshimasa (義理?) fratello di Moroyoshi, occupò Izumi e Kii per gli Ashikaga. Dopo aver litigato con lo Shōgun Yoshimitsu si arrischiò ad attaccarlo, ma fu sconfitto in una battaglia in cui suo fratello Ujikiyo fu ucciso. Si sottomise ai vincitori e fu condannato a radersi la testa. Prese il nome di Soko e si ritirò a Kōkoku-ji.

- Ujikiyo (氏清?) quarto figlio di Tokiuji, fu governatore di Tamba e poi di Izumi. Si oppose agli Ashikaga, ma fu sconfitto e ucciso da Isshiki Akinori.

- Ujiyuki (氏幸?) figlio di Moroyoshi si ribellò nel 1390 contro lo Shōgun Yoshimitsu ma fu sconfitto, si sottomise e, due anni dopo, alla divisione dei domini della famiglia, ricevette la provincia di Hoki.

- Mitsuyuki (満幸?; morto 1395) fratello di Ujiyuki, nel 1384 fu nominato governatore di Izumo e Tamba. A lui, assieme a Ujikiyo, fu ordinato di reprimere la ribellione di suo fratello Ujiyuki e suo nipote Tokihiro (1390). Qualche tempo dopo Ujiyuki gli diede le sue terre. A quel tempo la famiglia Yamana possedeva 11 province, cioè 1/6 di tutto il paese, per cui il popolo li chiamavano Roku bun no ichi dono (i signori di un sesto). Lo Shōgun Yoshimitsu divenne geloso di tale potere e decise di sopprimerli. Mitsuyuki fornì un pretesto quando osò appropriarsi di alcuni domini di Izumo appartenenti all'ex-imperatore. Yoshimitsu richiamò immediatamente il suo ministro in esilio Hosokawa Yoriyuki e con lui preparò una spedizione contro gli Yamana. Mitsuyuki non aspettò di essere attaccato e con Ujikiyo attaccò Kyoto. Yoshimitsu, aiutato da Isshiki Akinori, Hatakeyama Motokuni ed altri li sconfisse. Ujikiyo fu ucciso e Mitsuyuki fuggì a Kyūshū. Le loro grandi proprietà furono divise e la famiglia Yamana fu autorizzata a governare le due province di Tajima e Hoki (1392). Tre anni dopo Mitsuyuki fu assassinato.

- Tokihiro (時?; morto 1435) Figlio di Tokiyoshi, nel 1392 ricevette la provincia di Tajima. L'anno seguente si ribellò, fu privato dei suoi domini e gli fu ordinato di radersi la testa.

- Mochitoyo (持豊?), meglio noto come Sōzen, (宗全?; 1404–1473) figlio di Tokihiro, supportò Ashikaga Yoshihisa per la carica di Shōgun e di fatto diede inizio alla guerra Ōnin.

- Koretoyo (是豊?) figlio di Sōzen, sconfisse Hosokawa Yoshinari a Kintaiji (Kawachi) (1462). Durante la guerra Ōnin tradì il padre e combatté dalla parte di suo cognato, Hosokawa Katsumoto.

- Masatoyo (政豊?) figlio di Noritoyo prese parte alla campagna dello Shōgun Yoshihisa a Ōmi contro Sasaki Takayori (1487).

- Toyokuni (豊國?; 1548–1626) pronipote di Masatoyo, fu governatore di Inaba e risiedeva nel castello di Tottori. Rifiutò di riconoscere l'autorità di Toyotomi Hideyoshi per lungo tempo, ma alla fine dovette sottomettersi (1580). Hideyoshi gli assegnò due distretti della provincia come suo dominio, ma Toyokuni li divise tra i suoi servitori e preferì vagare fino alla sua morte. Durante lo shogunato Tokugawa i suoi discendenti rimasero a Muraoka (Inaba) e dopo il rinnovamento Meiji divennero baroni con il nuovo sistema nobiliare Kazoku.